# Salim Rebahi
Salim Rebahi (ar. سليم رباحي; ur. 27 stycznia 1996) – algierski judoka.
Startował w Pucharze Świata w 2016 i 2018. Siódmy na igrzyskach śródziemnomorskich w 2018. Brązowy medalista igrzysk afrykańskich w 2019. Zdobył trzy medale na mistrzostwach Afryki w latach 2016 - 2019.